# Le più belle canzoni (I Gatti di Vicolo Miracoli)
Le più belle canzoni è una raccolta de I Gatti di Vicolo Miracoli pubblicata il 13 giugno 2008 da Rhino Records.

## Descrizione
La raccolta contiene brani de I Gatti di Vicolo Miracoli tratti dai loro secondo album del 1975, In caduta libera, e terzo album del 1979, I Gatti di Vicolo Miracoli. Sono cioè tutti brani registrati dalla formazione a quattro del gruppo cabarettistico veronese che comprende Umberto Smaila, Jerry Calà, Nini Salerno e Franco Oppini. Tuttavia la raccolta non è una ristampa completa dei due album, mancando alcune canzoni contenute in essi, e non contempla brani registrati dalla prima formazione con Gianandrea Gazzola e Spray Mallaby.

## Tracce
1. Capito?
2. Buona terra
3. Discogatto
4. Figli d'eroi
5. In caduta libera
6. L'isola
7. Quanto vale un uomo
8. Rocky Maiale
9. Un amico in più
10. Uomini, bambini, angeli
11. Verona Beat
12. Prova

## Formazione
- Umberto Smaila: voce
- Nini Salerno: voce
- Jerry Calà: voce
- Franco Oppini: voce